# Kanton Saint-Haon-le-Châtel
Der Kanton Saint-Haon-le-Châtel war bis 2015 ein französischer Wahlkreis im Arrondissement Roanne, im Département Loire und in der  Region Rhône-Alpes. Hauptort war Saint-Haon-le-Châtel. Vertreter im conseil général des Départements war ab 1998 Jean Bartholin (DVG).

## Gemeinden
Der Kanton umfasste die Wahlberechtigten aus zwölf Gemeinden:
| Gemeinde                 | Einwohner Jahr | Fläche km² | Bevölkerungsdichte | Code INSEE | Postleitzahl |
| ------------------------ | -------------- | ---------- | ------------------ | ---------- | ------------ |
| Ambierle                 | 1837 (2013)    | 30,76      | 60 Einw./km²       | 42003      | 42820        |
| Arcon                    | 108 (2013)     | 19,19      | 6 Einw./km²        | 42008      | 42370        |
| Noailly                  | 810 (2013)     | 31,45      | 26 Einw./km²       | 42157      | 42640        |
| Les Noës                 | 196 (2013)     | 15,68      | 13 Einw./km²       | 42158      | 42370        |
| Renaison                 | 2977 (2013)    | 23,04      | 129 Einw./km²      | 42182      | 42370        |
| Saint-Alban-les-Eaux     | 944 (2013)     | 7,75       | 122 Einw./km²      | 42198      | 42370        |
| Saint-André-d’Apchon     | 1926 (2013)    | 13,44      | 143 Einw./km²      | 42199      | 42370        |
| Saint-Germain-Lespinasse | 1180 (2013)    | 15         | 78 Einw./km²       | 42231      | 42640        |
| Saint-Haon-le-Châtel     | 611 (2013)     | 0,87       | 702 Einw./km²      | 42232      | 42370        |
| Saint-Haon-le-Vieux      | 947 (2013)     | 16,34      | 58 Einw./km²       | 42233      | 42370        |
| Saint-Rirand             | 148 (2013)     | 16,43      | 9 Einw./km²        | 42281      | 42370        |
| Saint-Romain-la-Motte    | 1478 (2013)    | 27,56      | 54 Einw./km²       | 42284      | 42640        |